# Волна (Добрушский район)
Волна (бел. Вална́) — упразднённый посёлок в Добрушском районе Гомельской области Беларуси. В составе Круговского сельсовета.

## География
В 24 км на северо-восток от города Добруш. 

### Гидрография
В районе посёлка в припойменной и пойменной зонах рек Ипуть и Очёса находится 18 безымянных пойменных и старичных озёр.

## История
В составе колхоза "Світанне".
До 1987 года в составе Круговского сельсовета Добрушского района.
В 1987 году посёлок Волна упразднён.